# Transformers

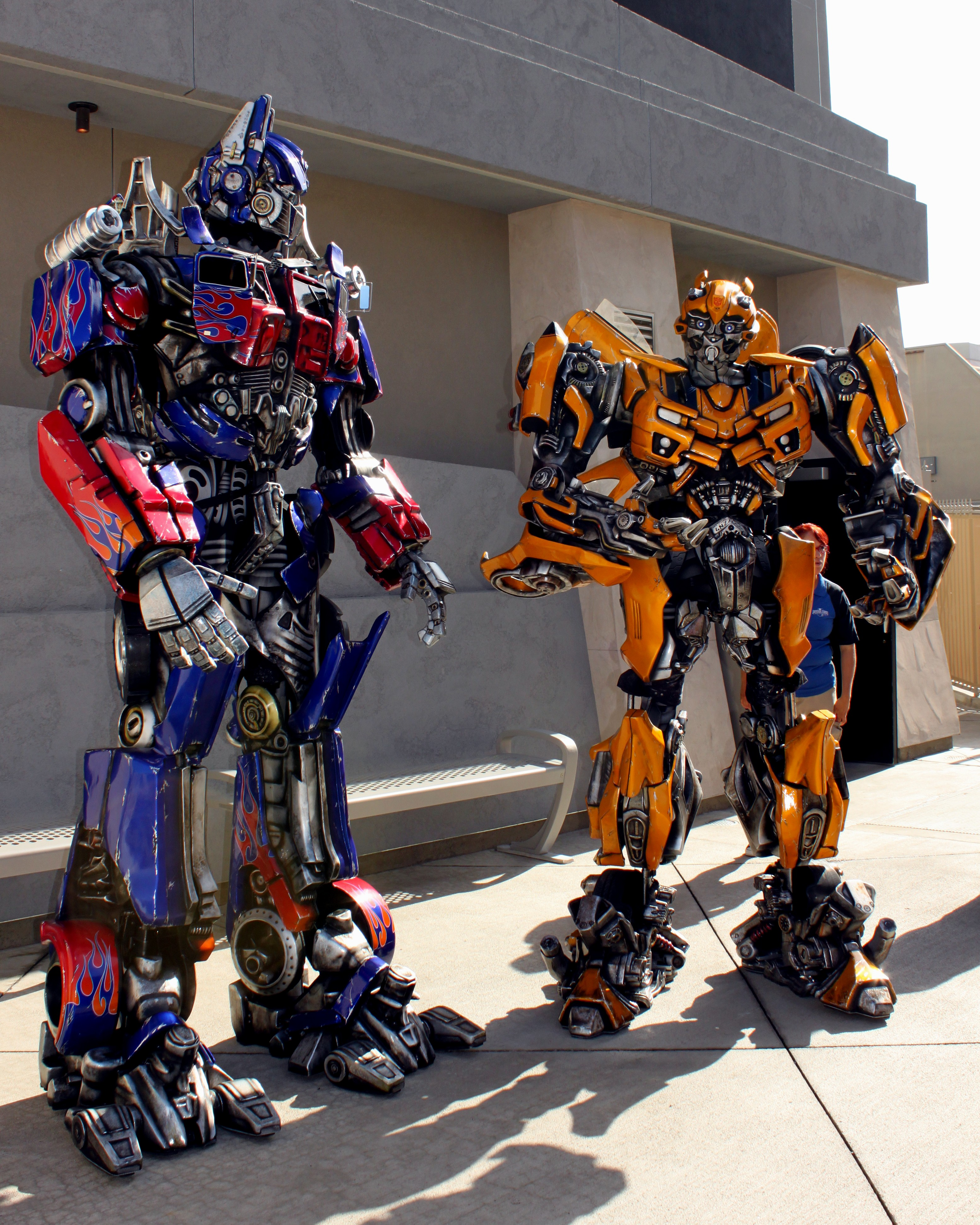
Transformers : Optimus Prime et Bumblebee, membres des Autobots.

 (août 2024).
Si vous disposez d'ouvrages ou d'articles de référence ou si vous connaissez des sites web de qualité traitant du thème abordé ici, merci de compléter l'article en donnant les références utiles à sa vérifiabilité et en les liant à la section « Notes et références ».
Pour les articles homonymes, voir Transformers (homonymie).
Transformers (トランスフォーマー, Toransufōmā) est une franchise créée par les entreprises japonaise Takara Tomy et américaine Hasbro, toutes deux productrices de jouets. La franchise commença avec une ligne de jouets constituée de robots pouvant être transformés en véhicules. Ces robots constituent deux groupes, les Autobots et les Decepticons, qui se combattent. Par la suite la franchise a été la source de comics, de dessins animés, de jeux vidéo et de films.

## Historique

### Transformers: Generation 1(1984 - 1993)
En 1983 en Amérique du Nord sortent les premiers jouets Transformers, repris de deux autres gammes de jouets japonaises : Microman et Diaclone. Hasbro demande à Jim Shooter et Denny O'Neil, deux scénaristes de comics, de créer l'univers fictif des Transformers. Par la suite, Bob Budiansky, un autre scénariste de comics, crée la plupart des Transformers, leur donnant un nom et un profil de caractère. Un comics, édité par Marvel Comics est alors publié.
Un dessin animé est produit durant la même période par Marvel Productions. Celui-ci est diffusé et rediffusé de 1985 à 1989 d'abord sur Canal+ et ensuite sur Antenne 2 dans Récré A2. De très rares rediffusions ont eu lieu sur La Cinq au début des années 1990.
La série connait deux conclusions différentes, elle s'arrête avec une saison 4 en Amérique et en Europe, mais se poursuivra au Japon, sans se soucier de la saison 4, avec la série Transformers: The Headmasters, qui aura droit à deux autres séries dans cette continuité : Transformers: Masterforce et Transformers: Victory, ainsi qu'un OAV du nom de Transformers: Zone.

### Transformers: Generation 2(1993 - 1995)
En 1993, cinq numéros du comics G.I. Joe: A Real American Hero préparent la relance du comics Transformers, intitulé Transformers: Generation 2, alors qu'une nouvelle ligne de jouets Transformers sort reprenant certains jouets G1.

### Transformers Beast Wars(1995 - 1999)
Beast Wars: Transformers (Animutants en version française) est une série télévisée d'animation par ordinateur primée aux Daytime Emmy, produite par Mainframe Entertainment et crée le 22 avril 1996 en syndication aux États-Unis. Elle forme la première partie de ce que l'on appelle la "Beast Era". 
Bien que huée par de nombreux fans de Transformers lors de sa première diffusion sur les télévisée en 1996, Beast Wars est maintenant considéré par beaucoup comme l'un des meilleurs exemples de narration de Transformers , trouvant un équilibre entre personnage, humour et histoire.
Tout comme la série Génération 1, Beast Wars aura droit à deux suites exclusives au Japon, Beast Wars II et Beast Wars Neo.

### Transformers: Robots in Disguise(2000 - 2001)
Dans les mondes de Robots in Disguise , les Decepticons tels qu'ils sont traditionnellement connus n'existent pas, et les Autobots combattent plutôt les Predacons : une faction de Cybertroniens malveillants (bien que quelque peu incompétents) avec des modes alternatifs de bêtes . Les Decepticons de ces réalités ne sont qu'un sous-groupe affilié aux Predacons qui possèdent des modes alternatifs basés sur des véhicules militaires. La franchise Robots in Disguise a commencé comme une franchise "remplissage" destinée à gagner du temps entre la fin de Beast Machines et le début d' Armada.

### Transformers La Guerre pour Cybertron(2020-2021)
En 2020, la franchise renaît grâce à une adaptation de 3 films animés produits par et disponibles sur Netflix.

## Adaptations

### Films
En 1986 sort le film d'animation La Guerre des robots (The Transformers: The Movie) dont la trame s'intègre entre les 2e et 3e saisons du dessin animé télévisé.
À partir de 2007, une série de films de la franchise Transformers voit le jour. Bien que les films connaissent le succès, ils sont très fortement décriés par beaucoup de fans de la franchise, reprochant notamment le style de Michael Bay et la trop grosse mise en avant des personnages humains au détriment des robots.
À la suite de l'échec du cinquième film, Transformers: The Last Knight. La saga de films connait alors un reboot complet avec le film Bumblebee, pensé à l'origine pour être un spin-off servant de préquel au premier film.
- 2007 : Transformers réalisé par Michael Bay et produit par Steven Spielberg.
- 2009 : Transformers 2 : La Revanche réalisé par Michael Bay
- 2011 : Transformers 3 : La Face cachée de la Lune réalisé par Michael Bay
- 2014 : Transformers : L'Âge de l'extinction réalisé par Michael Bay
- 2017 : Transformers: The Last Knight[3]. réalisé par Michael Bay
- 2018 : Bumblebee réalisé par Travis Knight
- 2023 : Transformers: Rise of the Beasts réalisé par Steven Caple Jr
- 2024 : Transformers : Le Commencement réalisé par Josh Cooley

### Sorties DVD
En 2004 et 2005, Déclic Images édita la série en plusieurs DVD ainsi qu'en 4 coffrets regroupant 69 des 98 épisodes en français plus le Film d'animation de 1986 "La guerre des Robots".
En 2006 et 2007, pour des raisons de droits, 24 épisodes dont 10 déjà présents dans les précédents coffrets, sortirent chez UFG Junior.
Contrairement à la VO , la série animée française n'a jamais été éditée dans sa totalité en DVD; par exemple , les 5 épisodes "les 5 visages du mal" ("Five faces of Darkness" en anglais) se déroulant juste après le Film restent inédits en français en DVD.

### Comics
Des comics dédiés à la franchise ont été successivement publiés par des firmes différentes, notamment Marvel Comics dont la version a été perçue comme « plus sophistiquée » que les populaires dessins animés diffusés à la même époque.

### Livres-jeu
Entre 1985 et 1987, l'éditeur Corgi Books publie des livres-jeu, écrits par Dave Morris, dans la collection The Transformers Adventure Game Books. Certains sont traduits en français et publiés chez Albin Michel.
1. La Guerre des robosaures (Dinobot War) (1985)
2. Le Danger vient des étoiles (Peril from the Stars) (1986)
3. L'Île de la peur (Island of Fear) (1986)
4. Le Choc des robots (Highway Clash) (1986)
5. Swamp of the Scorpion (1987)
6. Desert of Danger (1987)

### Jeux vidéo
Un grand nombre de jeux vidéo se basant sur Transformers ont été publiés.